# Усвяты
Усвя́ты — посёлок городского типа в Псковской области России, административный центр Усвятского района. Образует одноимённое городское поселение. Административный центр Усвятской волости, в состав которой не входит.

## География
Находится между двух озёр Узмень и Усвят, соединённых широкой протокой (озеро Городечное), в 320 км к юго-востоку от Пскова, вблизи границы с Белоруссией. К востоку от посёлка находится деревня Удвяты.

## История
Ранее Усвяты были известны под разными названиями — Всячь, Всвячь, Всвят, Усвячь, Свячь, Усвят, Усвято.
Впервые упоминаются в летописях под 1021 годом, когда князь Ярослав Мудрый уступил князю полоцкому Брячиславу Изяславичу два города: Въсвячь (то есть Усвяты), и Витебск. В 1225 году около Усвят русские разбили литовцев. В 1245 году князь Александр Невский снова разбил здесь литовцев. В 1320 году присоединён к Великому княжеству Литовскому (достался в наследство литовскому князю Ольгерду, женившемуся на дочери витебского князя и некоторое время жившему в Усвятах).
В начале XVI века присоединён к Московскому княжеству, с 1548 года перешёл к Великому княжеству Литовскому. В 1562 году Усвяты были заняты войсками Московского княжества, с 1567 года по приказу Ивана Грозного строился крепость-замок. В 1580 году в ходе Ливонской войны был взят войсками Речи Посполитой под предводительством Стефана Батория, а в 1654 году отвоёван. В 1667 году по Андрусовскому договору отошёл Великому княжеству Литовскому. В 1772 году вошёл в состав Российской империи.
С конца XVIII века Усвяты — село Велижского уезда, входившего сначала в состав Псковской, затем (c 1777 года) Полоцкой, с 1796 года Белорусской, а с 1802 года Витебской губернии, центр Усвятской волости, принадлежавшей Платону Зубову:

А. А. Беклешов получил известие, что граф Платон Александрович Зубов имел счастие 11 числа сего месяца [указать год события] угощать государя в витебском имении своем Усвяте, в самом том доме, в котором останавливалась императрица Екатерина Великая в 1780 и 1786 годах. Граф Зубов так был восхищён пребыванием в его доме государя, что воздвигает памятник, в виде обелиска.
В 1924 году Усвяты перешли в состав Псковской губернии. В 1927 году стали центром Усвятского района сперва в составе Ленинградской области, с 1929 года — Западной области с центром в Смоленске, с 1944 года — Великолукской, с 1957 года — Псковской области. В 1985 году Усвяты получили статус посёлка городского типа.

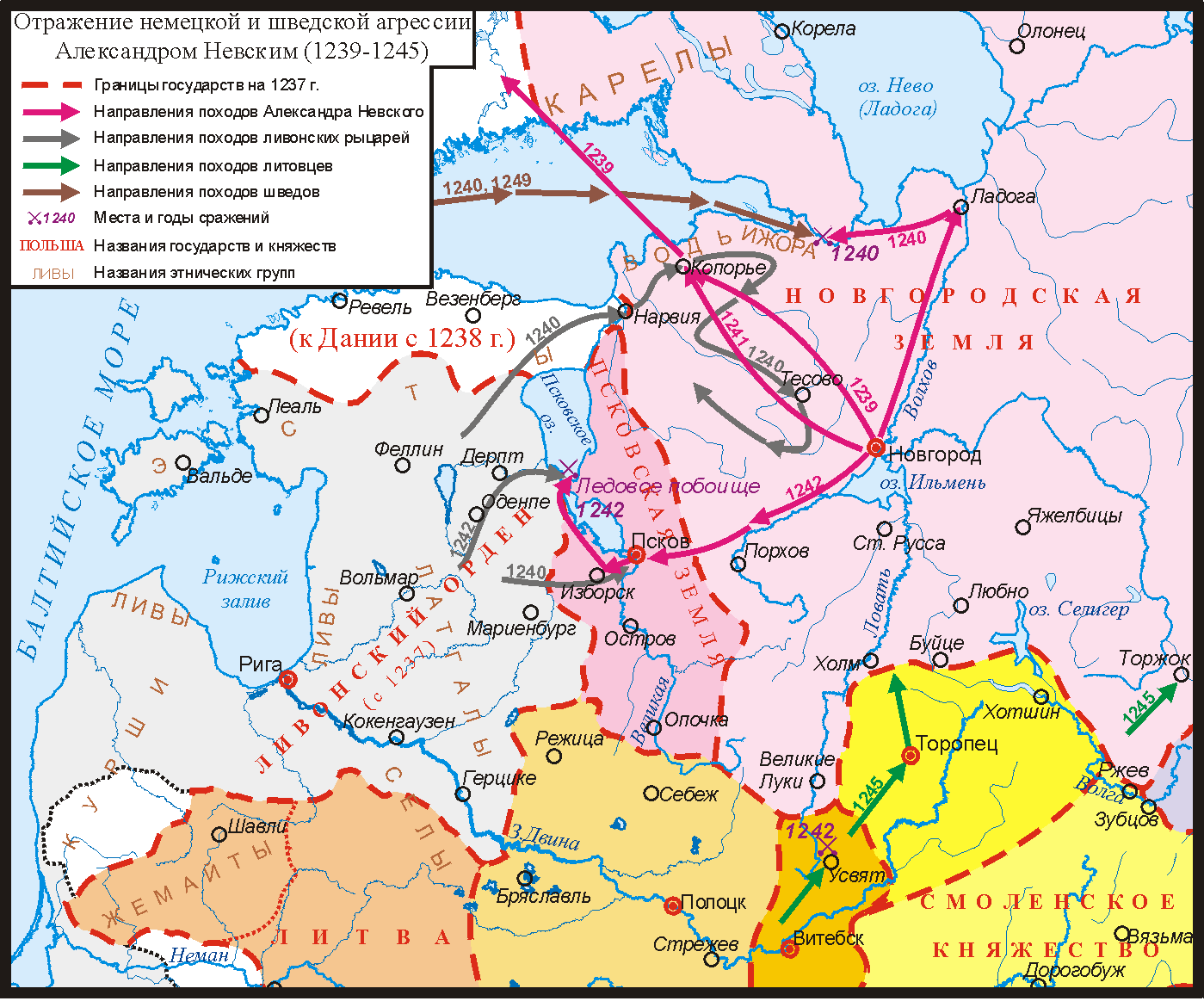
Границы русских княжеств в 1239—1245 годах
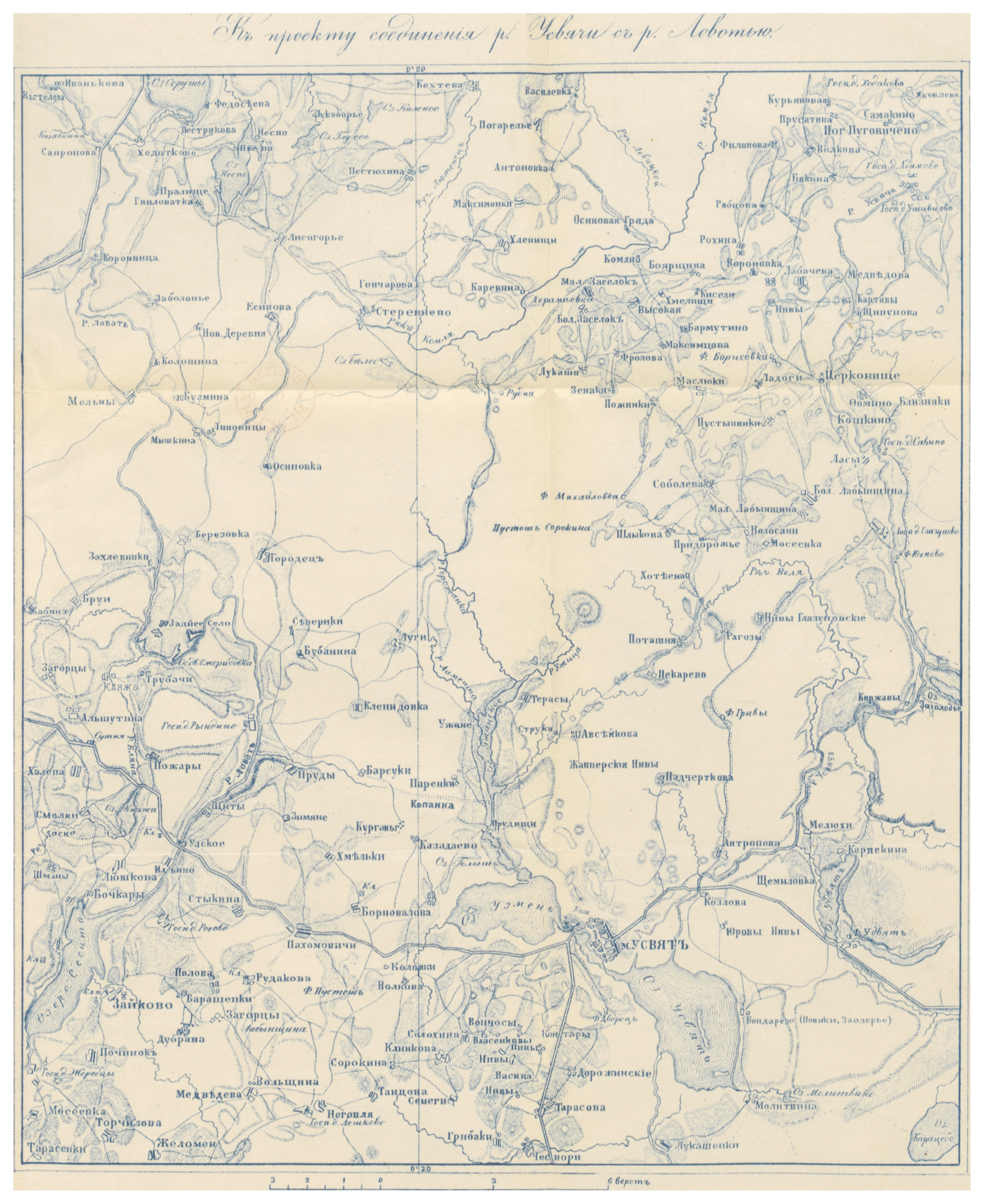
Усвяты на карте 1880 года

## Археологические раскопки
С 2019 года, по гранту на три года, проводится комплексная археологическая экспедиция на одном из мысов, где располагалось поселение древнерусского детинца XII—XIII веков, а под ним — языческий курганный могильник X века. На комплексе памятников в урочище Юрьевы Горы найдены сильно стёртая привеска с рельефным изображением знака Рюриковичей, височное кольцо «нитранского типа», свидетельствующее о знакомстве с великоморавской ювелирной традицией, накладки с аналогиями в Великой Моравии и в Волжской Болгарии, местные древности, восходящие к культуре длинных курганов смоленского типа: трапециевидные привески, литые трёхдырчатые цепедержатели и ромбовидные привески, ряд деталей поясной гарнитуры. Усвяты — третий после Гнёздова и Городка-на-Ловати пункт, где зафиксировали следы изготовления ромбовидных привесок. Раннегородское поселение конца IX века—XI века на Юрьевых Горах сменяется древнерусским летописным городом Усвятом XII—XIII веков. Постройки XII—XIII веков были поставлены на курганы языческого времени, но значительный хронологический разрыв между могильником и детинцем (от 50 до 100 лет) свидетельствует о том, что на момент строительства языческое кладбище было уже заброшено. На городище XII—XIII веков примерно за 100 лет его существования произошло как минимум два опустошительных пожара. В первом пожаре погибла застройка, возведённая на начальном этапе существования детинца (около середины XII века). После второго пожара, уничтожившего поселение в XIII веке, городок уже не смог возродиться.

## Население
| 1939  | 1970  | 1979  | 1989  | 2002  | 2004  | 2005  | 2006  | 2007  |
| ----- | ----- | ----- | ----- | ----- | ----- | ----- | ----- | ----- |
| 2948  | ↘2310 | ↗2745 | ↗3643 | ↘3148 | ↘3138 | →3138 | ↘3109 | ↘3097 |
| 2008  | 2009  | 2010  | 2011  | 2012  | 2013  | 2014  | 2015  | 2016  |
| ↘3039 | ↘2983 | ↘2961 | ↘2950 | ↘2872 | ↘2804 | ↘2759 | ↘2713 | ↗2717 |
| 2017  | 2018  | 2019  | 2020  | 2021  |       |       |       |       |
| ↘2674 | ↘2649 | ↘2602 | ↘2577 | ↗2671 |       |       |       |       |

Национальный состав

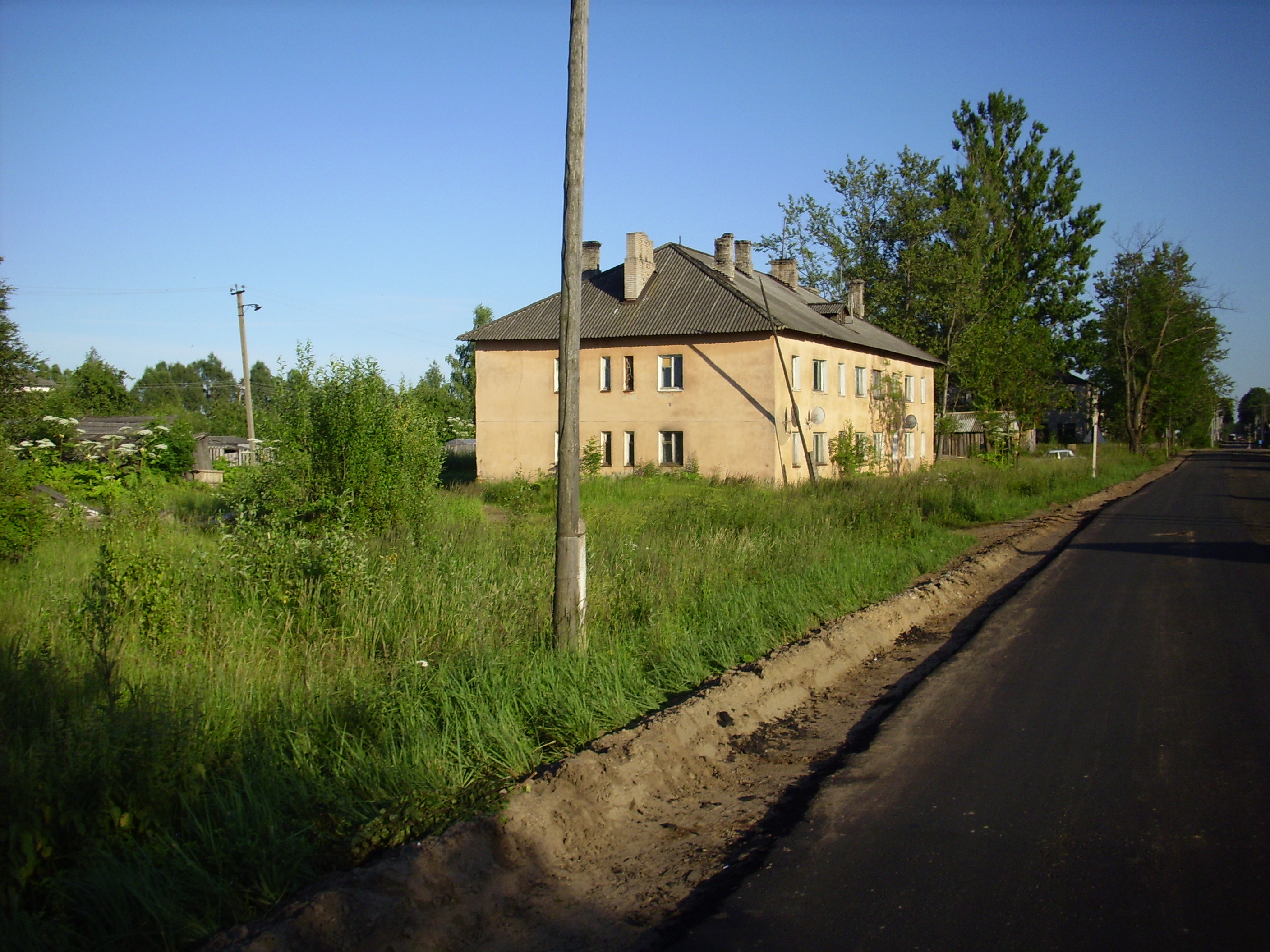

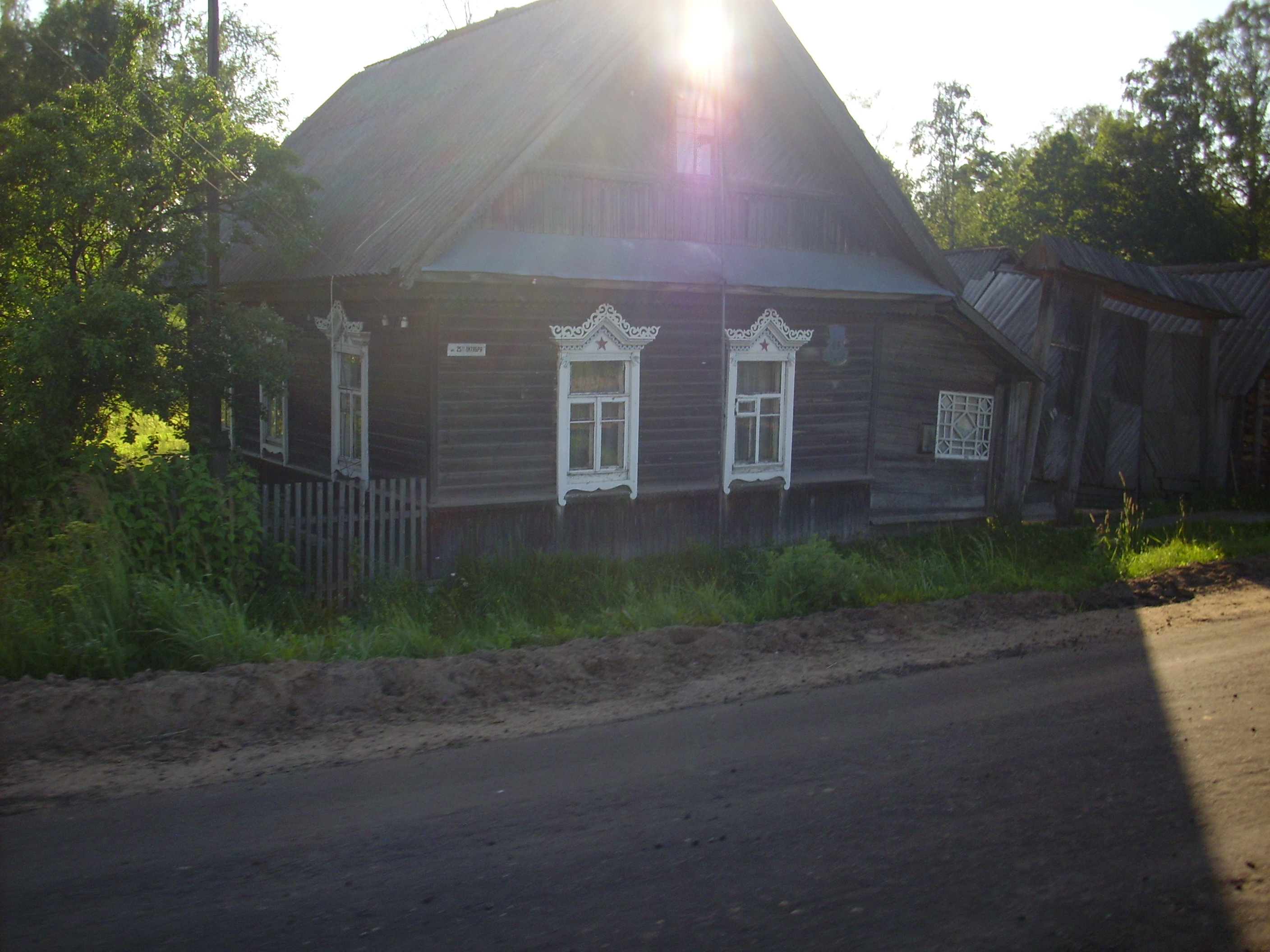

По переписи населения 1939 года численность населения посёлка составила 2948 человек, из них: русские — 1229 (41,69 %), белорусы — 812 (27,5 %), евреи — 636 (24,9 %), другие — 271 (9,2 %).
По итогам переписи населения 2020 года проживали следующие национальности (национальности менее 0,1 % и другое, см. в сноске к строке «Другие»):
| Национальность | Численность, чел. | Доля     |
| -------------- | ----------------- | -------- |
| Русские        | 2503              | 93,71 %  |
| Белорусы       | 50                | 1,87 %   |
| Армяне         | 50                | 1,87 %   |
| Цыгане         | 24                | 0,90 %   |
| Украинцы       | 19                | 0,71 %   |
| Другие         | 25                | 0,94 %   |
| Итого          | 2671              | 100,00 % |

## Люди, связанные с посёлком
- Константин Александрович Косарев (1898—1978) — подполковник медицинской службы ВМФ СССР, участник Гражданской войны в России и Великой Отечественной войны.
- Алексей Парфёнович Сапунов (1852—1924) — известный историк, этнограф и археолог.
- Павел (Гальковский) (1864—1937) — епископ Русской православной церкви, митрополит Иваново-Вознесенский.
- В районе Усвят — родина выдающейся российской фольклорной певицы Ольги Сергеевой.

## Экономика
Среди предприятий посёлка — деревообрабатывающие предприятия. В районе — добыча верхового торфа, заготовка леса. Также имеются заводы Великолукского мясокомбината

## Достопримечательности
- Замковая гора с памятником архитектуры XIX века — загородной усадьбой В. П. Родзянко (Белый Дом), в которой расположен историко-краеведческий музей (закрыт).
- Неолитическое поселение Усвяты IV, названное археологами «Северной Венецией».
- Деревянная церковь Спаса Преображения (конец XX века)

### Утраченные объекты
- Замок (XVI века)
- Церковь Спаса Преображения (старая) (2-я половина XIX века)